# Atwari
Atwari är ett underdistrikt i Bangladesh. Det ligger i den nordvästra delen av landet, 300 kilometer nordväst om huvudstaden Dhaka.
Trakten runt Atwari består till största delen av jordbruksmark. Runt Atwari är det tätbefolkat, med 613 invånare per kvadratkilometer.